# Forêt de Notre-Dame
Pour les articles homonymes, voir Notre-Dame.
Ne doit pas être confondu avec Charpente de Notre-Dame de Paris.
La forêt de Notre-Dame (2 200 hectares), le plus souvent appelée bois Notre-Dame, est une forêt domaniale de l'Est francilien, située à cheval sur le Val-de-Marne et la Seine-et-Marne. Elle constitue l'un des plus importants massifs de la couronne parisienne et participe grandement à la « ceinture verte » ou Arc Boisé de la banlieue parisienne.
À ce titre, le schéma directeur de la région Île-de-France (SDRIF. de 1994) a édicté une interdiction de construire à moins de 50 mètres des lisières du massif.
Elle est classée en Zone naturelle d'intérêt écologique, faunistique et floristique (ZNIEFF) de type 2 et portée à l'Inventaire national du patrimoine naturel.

## Géographie

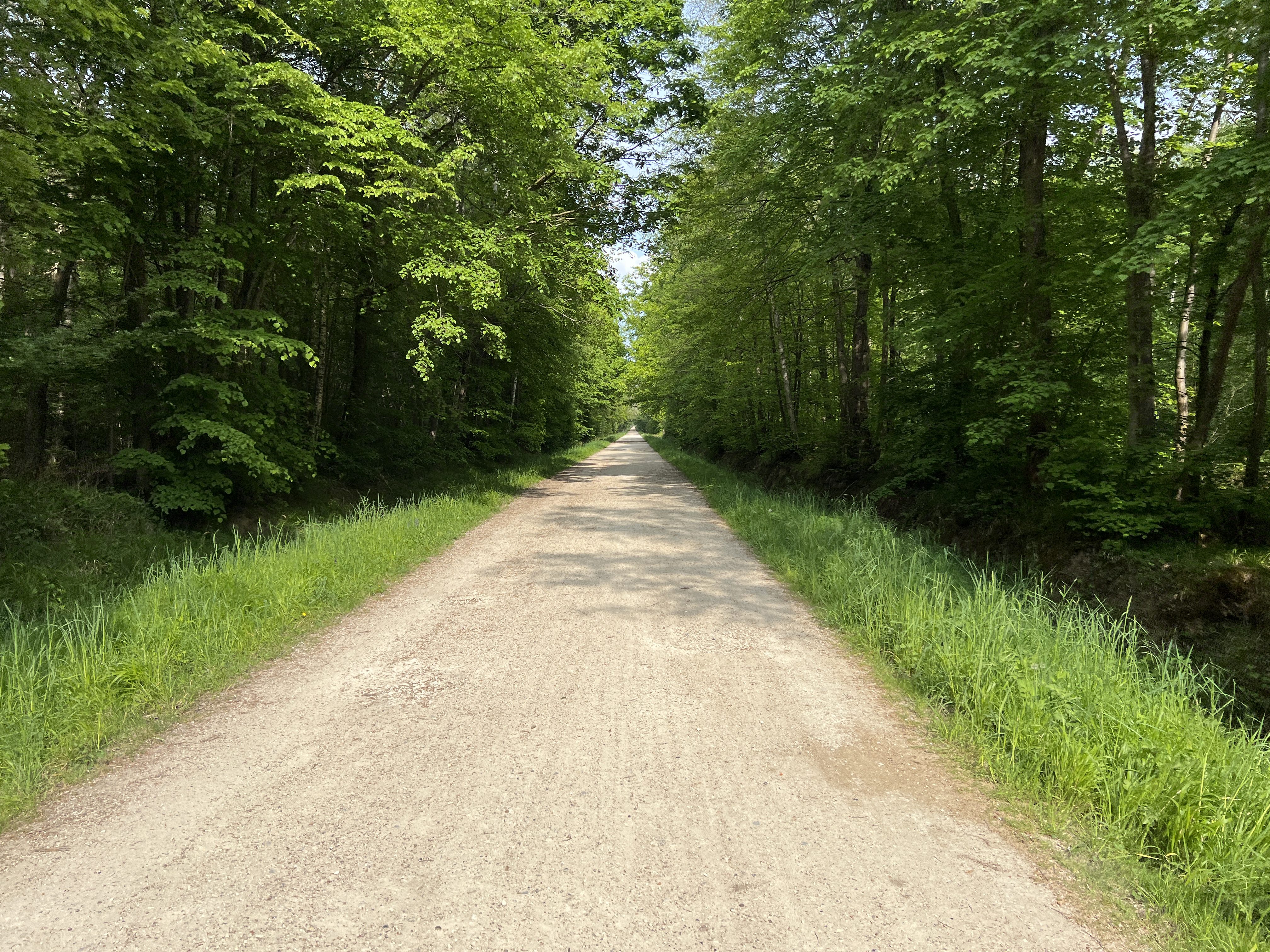
La route royale de la forêt.

Elle est située sur les communes de Lésigny (309 ha), Ozoir-la-Ferrière (41 ha), Pontault-Combault (258 ha), Roissy-en-Brie (11 ha), Boissy-Saint-Léger (44 ha), Marolles-en-Brie (157 ha), Noiseau (122 ha),  La Queue-en-Brie (390 ha), Santeny (460 ha), Sucy-en-Brie (258 ha).
Elle est traversée par deux grands axes routiers, la route nationale 4 dans une direction est-ouest qui sépare sa partie nord-est du reste du massif et la Francilienne nord-sud enjambée par une passerelle piétons-vélos.

## Richesses naturelles
La forêt comporte un grand nombre de zones naturelles d'intérêt écologique, faunistique et floristique (ZNIEFF). Cet ensemble forestier est constitué principalement de chênes pédonculés et sessiles et bouleaux. Le massif compte plus de trois cents mares (nombreux batraciens, reptiles) dont une vingtaine répertoriées en ZNIEFF de type 1.

## Fréquentation
Sa fréquentation s'est accrue depuis les années 1990, en particulier, à la suite de son aménagement. Sur la commune de Lésigny, il existe aujourd'hui neuf accès piétonniers au bois Notre-Dame et il est traversé par le chemin de grande randonnée GR 14.
Ces actions ont largement participé à la fréquentation et à la découverte de la forêt et elles se sont accompagnées de l'aménagement d'aires d'accueil et de stationnement. Des panneaux d'information et de signalisation (pédestre, cycliste et cavalière) ont été mis en place pour en faciliter l'accès.